# Gerald L. Eberlein
Gerald L. Eberlein (* 5. Mai 1930 in Berlin; † 12. August 2010 in Pöcking) war ein deutscher Soziologe und Professor der Technischen Universität München.

## Leben und Wirken
Eberlein studierte zunächst Physik und Zoologie, dann Psychologie, Philosophie und Soziologie. Er arbeitete als Assistent an der Sozialforschungsstelle an der Universität Münster in Dortmund und lehrte nach seiner Habilitation an der TU Berlin zunächst an der Universität Saarbrücken, dann in München.
Seine Forschungsbereiche waren vor allem Kultur-, Wissenschafts- und Wirtschaftssoziologie, ferner die Anomalistik. Er war u. a. Mitglied der internationalen Society for Scientific Exploration und Mitbegründer der Deutschen Gesellschaft für Anomalistik.
Zuletzt war er wissenschaftlicher Beirat der Nicolas-Benzin-Stiftung zur Förderung der Bildung auf den Gebieten der Kulturgeschichte des Judentums und der Geschichte der Medizin.

## Publikationen
- Der Erfahrungsbegriff der heutigen empirischen Sozialforschung, 1963
- (Hg.): Theory and Decision. An International Journal for Philosophy and Methodology of the Social Sciences, 1970–2001
- (mit N. Dietrich), Theoretische Soziologie heute, 1971
- (Hg.): Theory and Decision Library. An International Series in Philosophy and Methodology of the Social and Behavioral Sciences, 1974–1998
- Die Finalisierung der Wissenschaften, 1983
- Maximierung der Erkenntnisse ohne sozialen Sinn? Für eine wertbewusste Wissenschaft, 1987
- Schulwissenschaft, Parawissenschaft, Pseudowissenschaft, Stuttgart 1991
- (Hg.): Kleines Lexikon der Parawissenschaften, 1995
- Die neue Raumzeit-Dimension des Menschen, 2010 (posthum erschienen)